# Loz'va
La Loz'va (in russo Лозьва?) è un fiume della Russia siberiana occidentale (Oblast' di Sverdlovsk), ramo sorgentifero di sinistra della Tavda nel bacino dell'Ob'.

## Descrizione
Ha origine dal lago Luntchusaptur che si trova alle pendici del monte Otorten, sul versante orientale degli Urali settentrionali. Scorre dapprima con direzione sud/sud-est costeggiando il pedemonte uraliano orientale, successivamente prendendo più decisamente direzione sudorientale ed entrando nelle paludi del bassopiano siberiano occidentale. Si unisce con la Sos'va presso la cittadina di Gari, formando la Tavda. I principali affluenti sono: Pynovka, Bol'šaja Evva e Ponil dalla sinistra idrografica, Ivdel' dalla destra.
La Loz'va è gelata, in media, in un periodo compreso fra fine di ottobre/primi di novembre e fine aprile/primi di maggio; in questo periodo tocca i minimi annui di portata, mentre in primavera manifesta le piene più importanti. È navigabile a monte della foce fino alla confluenza dell'Ivdel'.
Non incontra centri urbani di rilievo in tutto il corso, ad eccezione della cittadina di Ivdel', che sorge in realtà a qualche chilometro dal fiume, sulle sponde del fiume omonimo.